# Камена-Вурла (дим)
Каме́на-Ву́рла (греч. Δήμος Καμένων Βούρλων) — община (дим) в Греции. Входит в периферийную единицу Фтиотида в периферии Центральная Греция. Население 12 090 человек по переписи 2011 года. Площадь 337,298 квадратного километра. Плотность 35,84 человека на квадратный километр. Административный центр — Камена-Вурла. Димархом на местных выборах 2014 года избран и в 2019 году переизбран Яннис Сикьотис (Γιάννης Συκιώτης).
Сообщество Камена-Вурла (Κοινότητα Καμένων Βούρλων) создано в 1947 году (ΦΕΚ 137Α), в 1964 году (ΦΕΚ 185Α) создана община Камена-Вурла. Община Молос-Айос-Констандинос (Δήμος Μώλου–Αγίου Κωνσταντίνου) создана в 2010 году (ΦΕΚ 87Α) по программе «Калликратис». В неё вошли населённые пункты упразднённых общин Айос-Констандинос, Камена-Вурла и Молос. В 2018 году (ΦΕΚ 133Α) община переименована в Камена-Вурла.